# Ituzaingó (Corrientes)
Ituzaingó é um município da Argentina, localizada na província de Corrientes. É a capital do departamento de Ituzaingó.